# Federico Balzaretti
Federico Balzaretti (ur. 6 grudnia 1981 roku w Turynie) – były włoski piłkarz występujący na pozycji obrońcy.

## Kariera klubowa
Federico Balzaretti zawodową karierę rozpoczynał w Torino Calcio. Jego zespół zajął drugie miejsce w Serie B i awansował do pierwszej ligi. Sam Balzaretti nie rozegrał jednak ani jednego spotkania i kolejne dwa sezony spędził na wypożyczeniu w AS Varese. W nowym klubie mógł liczyć na regularne występy i łącznie rozegrał 44 spotkania w Serie C1. Na rozgrywki 2001/2002 włoski zawodnik został wypożyczony do Sieny, dla której rozegrał szesnaście meczów w drugiej lidze. Następnie Balzaretti powrócił do Torino. Pełnił tam rolę zmiennika, jednak po spadku klubu do Serie B wywalczył już sobie miejsce w podstawowej jedenastce.
W 2005 roku Balzaretii za darmo odszedł do lokalnego rywala zespołu "Granata" – Juventusu. W debiutanckim sezonie dla nowego klubu włoski obrońca wystąpił w 20 spotkaniach Serie A oraz zadebiutował w Lidze Mistrzów. Razem z Juve wywalczył mistrzostwo Włoch, które w wyniku afery Calciopoli zostało mu jednak odebrane. W następnym sezonie Balzaretti brał udział w 37 z 38 ligowych pojedynków, a 17 lutego 2007 roku w wygranym 5:0 meczu z FC Crotone strzelił swojego pierwszego gola w profesjonalnej karierze. W lipcu włoski piłkarz odszedł do Fiorentiny, jednak rozegrał dla niej tylko sześć spotkań.
W trakcie zimowego okienka transferowego, 25 stycznia 2008 roku Balzaretti przeszedł do US Palermo. Działacze "Aquile" zapłacili za niego 3,8 miliona euro, tyle samo, za ile Włoch został wcześniej kupiony do Fiorentiny. 18 października 2009 roku strzelił zwycięską bramkę w wygranym 2:1 spotkaniu przeciwko Livorno Calcio.
W 2012 roku Balzaretti zasilił klub AS Roma, zaś trzy lata później zakończył karierę.

## Kariera reprezentacyjna
Balzaretti ma za sobą występy w młodzieżowych reprezentacjach Włoch. W drużynie do lat 20 zadebiutował 14 listopada 2000 roku w przegranym 3:1 meczu z Rumunią i rozegrał dla niej łącznie 23 spotkania. W zespole do lat 21 Balzaretti po raz pierwszy wystąpił 20 sierpnia 2002 roku w przegranym 0:2 pojedynku przeciwko Niemcom i łącznie zaliczył dla niego cztery występy.
Wraz z reprezentacją Włoch na Mistrzostwach Europy w 2012 r. zajął drugie miejsce.